# 금정도서관
금정도서관은 부산광역시 금정구 소재의 도서관이다.

## 연혁
- 1996년 12월 2일 개관
- 1998년 10월 준문화학교 신규지정
- 1998년 11월 1999~2000년 시범도서관 지정
- 1998년 12월 우수문화기반시설 도서관부문 장려상 수상
- 1999년 ~ 2002년 영상자료특화 도서관 지정
- 2002년 4월 19일 디지털자료실 설치
- 2005년 2월 17일 어린이 디지털 문화도서관 개관
- 2005년 10월 19일 제11회 독서문화상 대통령상 수상
- 2011년 9얼 독서문화상 수상(문화체육관광부 장관상)

## 시설현황
- 4층: 성인열람실
- 3층: 종합자료실, 여자열람실
- 2층: 사무실, 다문화자료실, 디지털자료실, 컴퓨터실, 남자열람실
- 1층: 어린이자료실, 유아실, 가족영상실, 독서토론방, 영어자료실, 야외후정
- 지하1층: 대강당, 교양교실, 구내식당, 주차장, 보존서고

## 이용 안내
이용 시간
- 종합자료실, 어린이자료실: 화~금요일 09:00 ~ 22:00 / 토~일요일 09:00 ~ 17:00
- 열람실: 화~일요일 07:00 ~ 23:00

휴관일
- 매주 월요일
- 정부가 지정한 공휴일